# Blac Chyna
Blac Chyna, pseudonimo di Angela Renée White (Washington, 11 maggio 1988), è una modella e imprenditrice statunitense.
Nel 2014 ha lanciato il suo marchio di make-up, Lashed by Blac Chyna, e un salone di bellezza a Encino, Los Angeles.

## Biografia
Angela Renée White nacque a Washington, da Shalana Jones-Hunter, conosciuta anche come Tokyo Toni, ed Eric Holland nel 1988.

### 2010-2012
Blac Chyna, prima di iniziare la carriera di modella nel 2010, lavorava come spogliarellista. Nel settembre del 2010 posò per la copertina del magazine, Dimepiece. Nello stesso mese, per il magazine Straight Stuntin' Magazine e per Black Men's. Nel 2010, il rapper Drake fece conoscere il suo nome nel suo singolo Miss Me, dando più notorietà a Chyna. Nel novembre del 2010, interpretò il ruolo di controfigura della rapper Nicki Minaj, nel video musicale per la canzone di Kanye West Monster, singolo in collaborazione con Jay-Z, Rick Ross e Nicki Minaj. Nell'agosto del 2011, Chyna vinse il premio per Modella dell'Anno agli Urban Model Awards. Nel novembre del 2011, prese parte al videoclip del rapper Tyga, Rack City.
Nel febbraio del 2012, Chyna posò per la copertina dell'edizione di luglio di Black Men's. Lo stesso mese posò anche per la rivista XXL come Eye Candy del mese. Nel marzo del 2012, fu inserita nella copertina del magazine Urban Ink. In agosto, il suo nome venne citato una seconda, ma dalla rapper Nicki Minaj, nel singolo di 2 Chainz, I Luv Dem Strippers.

### 2013-presente
Nel febbraio del 2013 si iscrisse nella JLS Professional Make Up Artist School, laureandosi nel maggio del 2013. Nel dicembre del 2013, lanciò la sua boutique online chiamata 88fin, che vendeva abbigliamento e prodotti. Lo stesso mese, lanciò una sua marca di ciglia finte chiamata Lashed by Blac Chyna, con un salone a Los Angeles, California. Nel febbraio del 2014 comprò una salone di bellezza ad Encino, offrendo dei corsi di make-up. Nell'agosto del 2017 il suo nome fu ancora citato dalla rapper Nicki Minaj, nel singolo di Yo Gotti, Rake It Up, successivamente nel video lei fece un'apparizione insieme alla rapper, nonché amica, Nicki.
Dal 2016, Chyna è apparsa in numerosi reality show televisivi, tra cui Al passo con i Kardashian di E! ed il suo reality show con l'allora fidanzato Rob Kardashian, Rob & Chyna. Nel 2019, Chyna ha recitato in The Real Blac Chyna su Zeus Network. Chyna è anche apparsa in Tokio Tony's Finding Love ASAP! e in Love & Hip Hop: Hollywood su VH1.

## Vita privata
Blac Chyna e Tyga hanno iniziato a frequentarsi nel dicembre 2011, e hanno avuto un figlio insieme nell'ottobre 2012. La coppia si è separata nel 2014 quando Tyga ha iniziato una relazione con Kylie Jenner, portando ad una serie di faide sui social media tra Chyna e Jenner che si sono concluse quando Chyna ha iniziato a uscire con il fratellastro di Kylie, Rob Kardashian, nel 2016. La loro figlia, Dream Rénee Kardashian, è nata nel novembre 2016.
Nel dicembre 2016, Rob ha annunciato tramite Instagram la loro separazione. Si sono riconciliati pochi giorni dopo, ma si sono definitivamente separati nel febbraio 2017.

## Controversie
Nel luglio 2017, Rob Kardashian ha pubblicato foto sessualmente esplicite della modella sui social media, portando Chyna a ottenere un ordine restrittivo temporaneo contro di lui.
Nell'ottobre 2017, Chyna ha deciso di intraprendere un'azione legale contro la famiglia Kardashian-Jenner. Ha citato in giudizio Rob, sua madre Kris Jenner, le sorelle Kim, Kourtney, Khloé e Kylie. La modella ha affermato che la famiglia ha usato il proprio "potere e influenza su E! per rovinare la seconda stagione ” di Rob & Chyna. La modella ha anche affermato che il clan "ha danneggiato in modo permanente" la sua carriera facendo presumibilmente terminare lo show. Le accuse ufficiali presentate in tribunale sono quelle di aggressione, percosse, violenza domestica, diffamazione e interferenza con potenziali rapporti economici in relazione alla cancellazione del suo reality show. Inoltre, l'ex avvocato di Chyna, Lisa Bloom, ha affermato che la famiglia ha tentato di convincere Chyna a ritirare la causa nel novembre del 2018.
Un giudice, nel dicembre 2020, ha ordinato a Bunim/Murray Productions, la società dietro il reality show Rob & Chyna, di restituire  qualsiasi filmato di quella che sarebbe stata la seconda stagione del reality.
Nel 2022, tramite lo show “The Kardashian”, viene annunciata la vittoria in tribunale delle Kardashian, chiudendo definitivamente il caso.